# Église Notre-Dame-Immaculée d'Anderlecht
L'église Notre-Dame-Immaculée (en néerlandais : Onze-Lieve-Vrouw-Onbevlekt-Ontvangenkerk) est un édifice religieux catholique sis au numéro 17 de la rue Docteur De Meersman, dans le quartier de Cureghem à Anderlecht (Bruxelles).  De style néogothique, l'église fut construite à partir de 1861. Elle fait partie de l'unité pastorale d'Anderlecht.

## Histoire
Construite de 1856 à 1900 en style néogothique dans un quartier anderlechtois proche de Bruxelles-ville (Cureghem) qui était alors en pleine expansion l'église est l'œuvre de trois architectes : H. Raeymaeckers, E.A.J. Cels et Jules-Jacques Van Ysendyck. La voirie fut aménagée de telle sorte que l'église forme ilot séparant les deux voies de la rue Dr DeMeersman. 

## Description
La façade, en sa partie centrale est très élancée. Partant d'un portail richement décoré, surmonté de son tympan (avec statue de la Vierge immaculée) et d'un vitrail tout en longueur qui est flanqué de deux tourelles, elle est prolongée en une tour-clocher octogonale centrale (tour portail), prolongée d'une haute flèche également octogonale.
Deux autres vitraux en arc brisé ornent les côtés gauche et droit de la façade de pierre blanche.  Nef (avec bas-côtés) et sanctuaire de l'église sont beaucoup plus sobres, et exécutés en brique orange, tandis que leurs vitraux, de même dimension que sur la façade, sont encadrés de pierre naturelle.
Sur le mur extérieur du chevet de l'église (côté méridional) une plaque surmontée d'un haut relief encadré de la Vierge-Marie commémore le centenaire de l'église: 1856-1956.  

## Patrimoine
- L'orgue, qui date de 1931, est œuvre du facteur Jules Anneessens (nl)-Tanghe, de Menin.

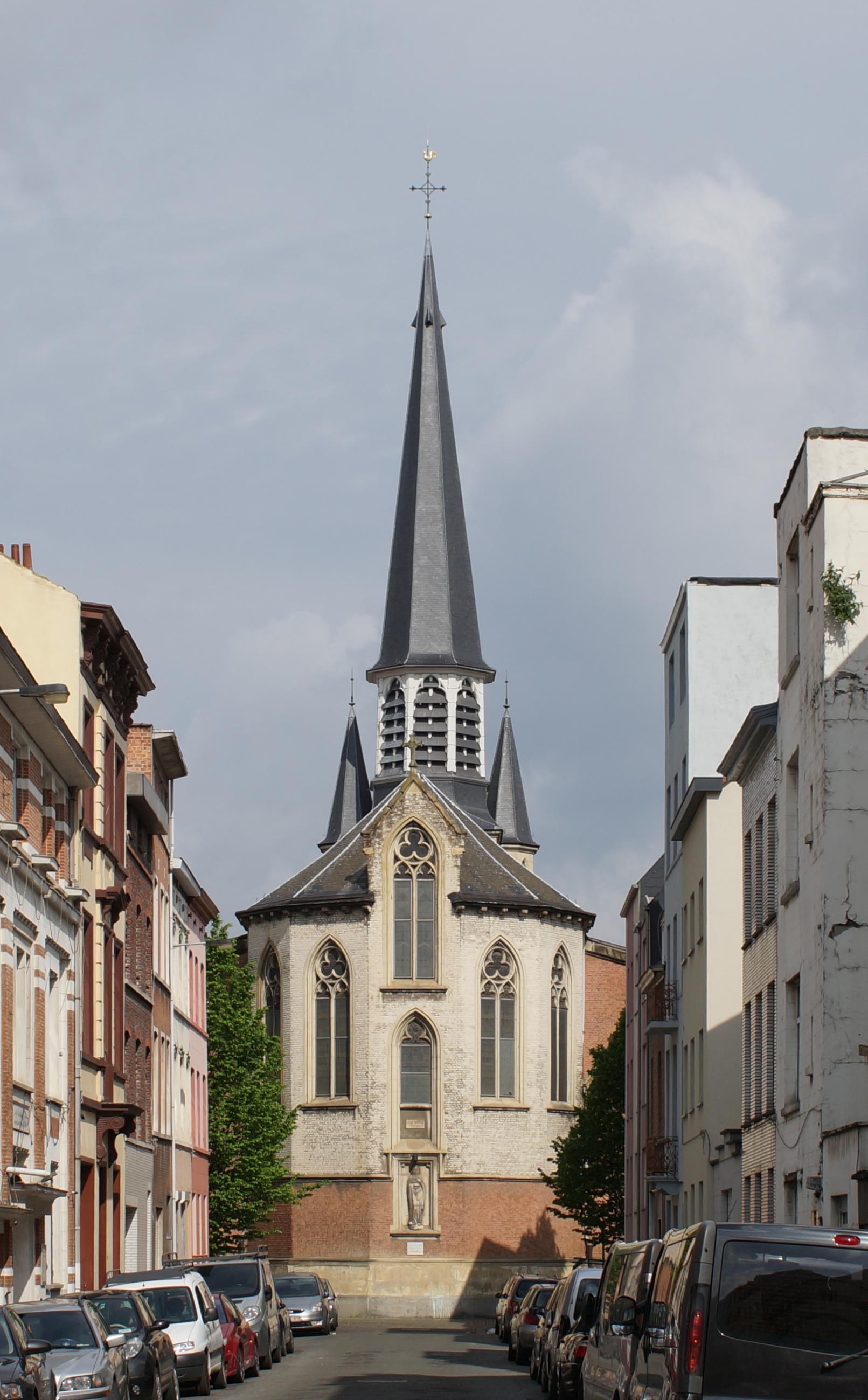
Chevet de l'église.
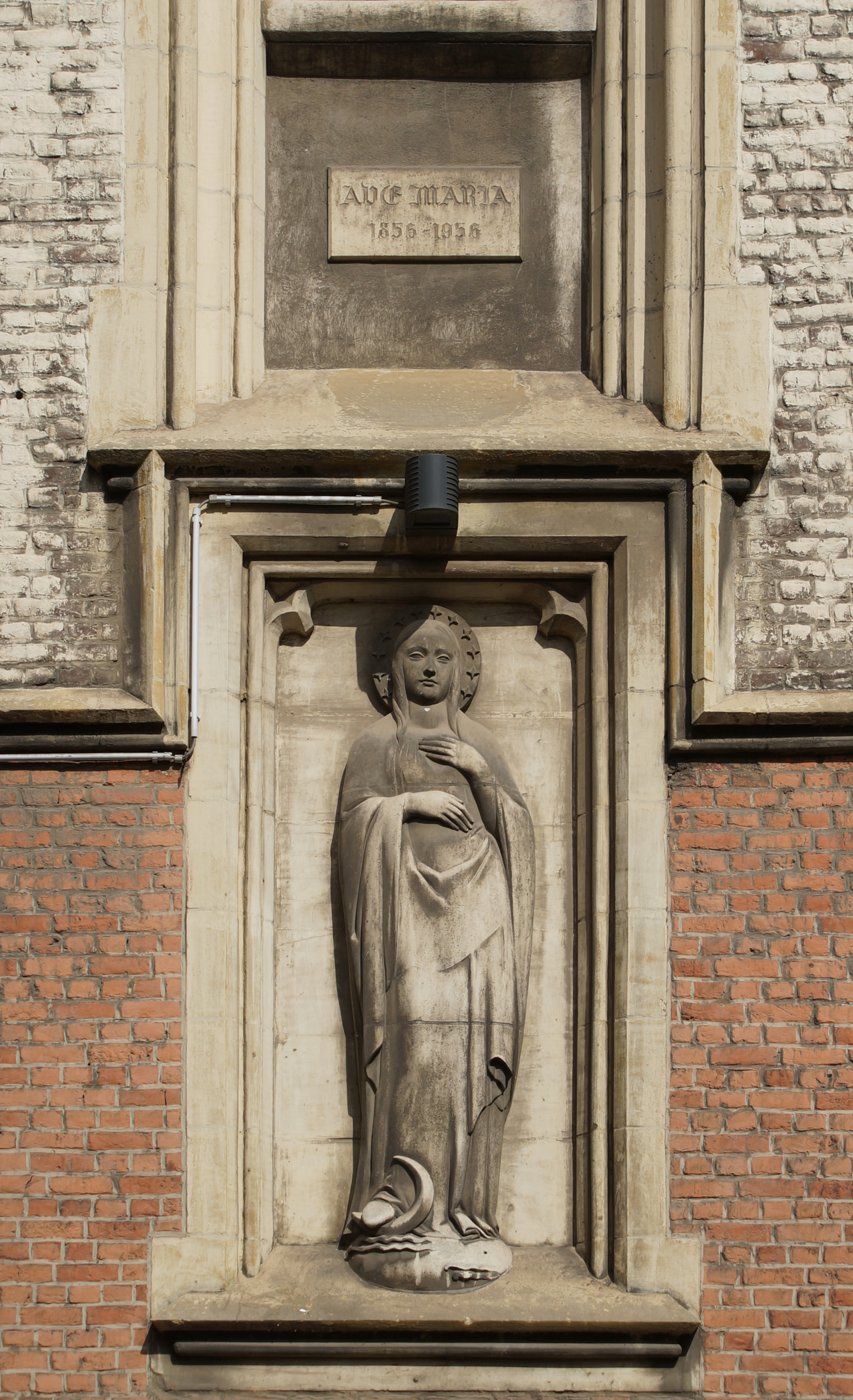
Relief avec la Vierge-Marie, au chevet de l'église.

## Note
1. ↑  « Eglise Notre-Dame Immaculée – Inventaire du patrimoine architectural », sur monument.heritage.brussels (consulté le 27 mai 2025)
2. ↑  « Eglises », sur UP Anderlecht (consulté le 27 mai 2025)
3. ↑  La mise en chantier de l'église est contemporaine de la proclamation du dogme de l'Immaculée Conception en 1854 (par Pie IX) et des apparitions de la Vierge Marie à Lourdes en 1858.